# Aeromot AMT-100
O Aeromot AMT-100 Ximango é uma aeronave motoplanadora monomotor produzida no Brasil pela Aeromot.
Começou a ser produzido no final da década de 1980, por processo de transferência de tecnologia, a partir do RF-10 criado nos anos 80 pela empresa francesa Aerostructure, da qual a Aeromot comprou os direitos de produzir no Brasil.